# Ямасіта Йосімі
Йосімі Ямасіта (яп. 山下良美; 20 лютого 1986, Токіо) — японська футбольна арбітриня. Арбітр ФІФА із 2015 року.

## Кар'єра
Ямасіта працювала у жіночому чемпіонаті Японії. З 2016 року працювала на товариських матчах між жіночими збірними, а також обслуговувала ігри на Кубку Алгарві 2017 року, на жіночому чемпіонаті світу 2019 року та жіночому Кубку Азії 2022 року.
Влітку 2021 року працювала на матчах жіночого Олімпійського турніру з футболу в Японії, де провела два матчі групового етапу.
2022 року Ямасіта стала першою жінкою-арбітром, яка обслуговувала гру як у чоловічій Лізі чемпіонів АФК, так і в чоловічій Джей-лізі 1.
У травні 2022 року ФІФА призначила її одним із 36 головних суддів чемпіонату світу з футболу 2022 року в Катарі. Вона та п'ять інших суддів-жінок (два головні судді, три помічники судді) стали першими жінками, призначеними до суддівської бригади чоловічого чемпіонату світу.

### Чемпіонат світу з футболу 2019 року серед жінок
| Раунд         | Дата           | Місце    | Команда 1 | Команда 2     | Результат |
| ------------- | -------------- | -------- | --------- | ------------- | --------- |
| Груповий етап | 15 червня 2019 | Гренобль | Канада    | Нова Зеландія | 2:0 (0:0) |
| 1/8 фіналу    | 22 червня 2019 | Гренобль | Німеччина | Нігерія       | 3:0 (2:0) |

### Олімпійські ігри 2020
| Раунд         | Дата          | Місце   | Команда 1 | Команда 2 | Результат |
| ------------- | ------------- | ------- | --------- | --------- | --------- |
| Груповий етап | 21 липня 2021 | Тьофу   | Швеція    | США       | 3:0 (1:0) |
| Груповий етап | 27 липня 2021 | Сайтама | Бразилія  | Замбія    | 1:0 (1:0) |